# 岩松義雄
岩松 義雄（いわまつ よしお、1886年（明治19年）5月3日 - 1958年（昭和33年）4月18日）は、日本の陸軍軍人。最終階級は陸軍中将。

## 経歴
旧尾張藩士・岩松義行の長男として生れる。愛知一中、名古屋陸軍地方幼年学校、中央幼年学校を経て、1905年3月、陸軍士官学校（17期）を卒業、翌月、陸軍少尉に任官し歩兵第10連隊付となる。1918年11月、陸軍大学校（30期）を卒業した。
歩兵第61連隊中隊長、参謀本部付勤務、参謀本部付（支那駐在）、参謀本部員（支那課）、参謀本部付（上海駐在）、参謀本部員、欧州出張、台湾歩兵第1連隊付、台湾歩兵第2連隊長、第5師団参謀長、参謀本部支那課長、参謀本部付（南京駐在）などを経て、1934年3月、陸軍少将に進級する。
歩兵第21旅団長、台湾守備隊司令官などを歴任し、1937年8月、陸軍中将となった。第1独立守備隊司令官を経て、第15師団長として中国で転戦。中部防衛司令官、1940年8月、中部軍司令官を経て、第1軍司令官として中国で活動した。1942年8月1日には軍事参議官となり、同年12月、予備役に編入され、翌年12月、新民会最高顧問に就任した。
1947年（昭和22年）11月28日、公職追放仮指定を受けた。

## 栄典
- 正四位・勲一等・功三級[6]
- 1937年（昭和12年）8月16日 - 勲二等瑞宝章[8]
- 1940年（昭和15年）8月15日 - 紀元二千六百年祝典記念章[9]

## 家族親族
- 娘婿 志甫健吉（陸軍大佐）・菊池光明（陸軍中佐）[1]